# فيلي هاريس
فيلي هاريس (بالإنجليزية: Willie Harris) هو لاعب كرة قاعدة أمريكي، ولد في 22 يونيو 1978 في القاهرة في الولايات المتحدة.

## وصلات خارجية
- فيلي هاريس على موقع دوري كرة القاعدة الرئيسي (الإنجليزية)
- فيلي هاريس على موقعبيزبول رفرنس.كوم (الدوري الرئيسي) (الإنجليزية)
- فيلي هاريس على موقعبيزبول رفرنس.كوم (الدوري الثانوي) (الإنجليزية)
- فيلي هاريس على موقع إي إس بي إن.كوم (أم.أل.بي) (الإنجليزية)
- فيلي هاريس على موقع مشجعي الرسوم البيانية (الإنجليزية)